# Samha
Samha (arabisch سمحة, DMG Samḥa, auch Samhah) ist die drittgrößte und kleinste bewohnte Insel des Sokotra-Archipels im nordwestlichen Indischen Ozean. Sie gehört politisch zum Gouvernement Sokotra der Republik Jemen.

## Geographie
Die Insel liegt rund 70 km östlich von Abd al-Kuri sowie 46 km südwestlich von Sokotra, der Hauptinsel des Archipels. Samha und ihre 17 km entfernte Nachbarinsel Darsa im Osten werden auch als al-Ichwān / الإخوان / al-Iḫwān / ‚die Brüder‘ bezeichnet. Samha ist knapp 12 km lang, bis zu 5,5 km breit und weist eine Fläche von etwa 40 km² auf. Die Insel hat rund 100 Einwohner (Stand: 2004), die im einzigen Ort an der Nordküste leben.
Zusammen mit den drei benachbarten Inseln des Sokotra-Archipels gehört Samha seit 2008 zum Weltnaturerbe der UNESCO.